# Piotr Mandra
Piotr Mandra (ur. 27 marca 1957 w Dzierzgoniu) – polski sztangista, mistrz świata, Europy, Polski i Niemiec.

## Życiorys
Był zawodnikiem CWKS Legia Warszawa, gdzie jego trenerem był m.in. Marian Jankowski. W 1982 roku zdobył złoty medal na mistrzostwach świata w Lublanie. Z wynikiem 325 kg (150 + 175 kg) wyprzedził tam Rumuna Virgila Dociu i Chińczyka Zhao Xinmina. Impreza ta była równocześnie mistrzostwami Europy, więc zdobył także mistrzostwo kontynentu. Trzykrotnie był mistrzem Polski (w latach 1981 i 1982 w wadze lekkiej oraz w 1983 roku w wadze średniej), a raz wicemistrzem (1980 r. w wadze lekkiej). Czternaście razy bił rekordy Polski. W 1982 zajął piąte miejsce w Plebiscycie Przeglądu Sportowego na najlepszego sportowca Polski. Nigdy nie wystąpił na igrzyskach olimpijskich.
W II połowie lat 80. wyjechał do Niemiec i dwukrotnie zdobywał mistrzostwo tego kraju w kategorii 75 kg (1987 i 1988).
Rekord życiowy:
- w dwuboju - 345 kg (155 kg + 190 kg) – 1983